# Isis (reina)
| st | t · H8 |

| st | t · H8 |

Isis (o Iset, en antiguo egipcio) fue una reina de la XVIII dinastía de Egipto, recibiendo su nombre de la diosa Isis. Fue una esposa secundaria o una concubina de Tutmosis II.

## Biografía
Iset fue la madre de Tutmosis III, el único hijo varón superviviente de Tutmosis II. El soberano murió el 11 de marzo de 1425 a. C. y el nombre de su madre se menciona en los vendajes de su momia y en una estatua de granito negro de 98 cm de altura encontrada en Karnak que la muestra sedente y con todos los atributos de una gran esposa real, dedicada a ella póstumamente por su hijo: "El dios perfecto, Menjeperra, amado de Amón-Ra, Señor de los tronos de las Dos Tierras, hizo este monumento a su madre, la reina madre Isis, justificada".
Aunque en estos últimos casos se hace referencia a Iset como la Gran Esposa Real, durante el reinado de Tutmosis II la gran esposa real fue Hatshepsut. Tutmosis II murió en 1479 a. C. y, después de su muerte, Hatshepsut se convirtió en regente del joven rey Tutmosis III, al que convirtió en el jefe de los ejércitos de Egipto a medida que crecía.

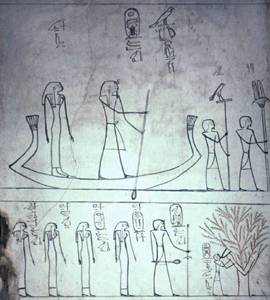
Tutmosis III y su familia en un dibujo de su tumba KV34: en la barca Menjeperra Tutmosis III y su madre Iset.

Hatshepsut se proclamó luego faraón y gobernó hasta su muerte en 1458 a. C. cuando su corregente, Tutmosis III, la sucedió. En ese momento, Isis recibió el título de "Madre del rey" (ya que su hijo se había convertido en faraón) y luego pudo haber sido designada como esposa real si no lo hubiera sido anteriormente cuando él era el corregente.
En el momento en que Tutmosis III se convirtió en faraón, Neferura, la hija de Hatshepsut y Tutmosis II, era la esposa del dios. Había servido en este papel durante el reinado de su madre como faraón. Es posible que Neferura hubiera sido casada con Tutmosis, pero la única evidencia de este matrimonio es una estela que muestra a la reina Satiah, cuyo nombre puede haber sido tallado sobre el de otra reina. La gran esposa real, Meritra Hatshepsut, se convirtió en la madre de su sucesor.
Su hijo Tutmosis III representa a su madre varias veces en su tumba en el Valle de los Reyes. En KV34 hay representaciones del rey con varias mujeres de la familia en uno de los pilares. Su madre, la reina Isis, ocupa un lugar destacado.
La reina Isis está representada de pie detrás de su hijo en la barca. Está etiquetada como la Madre del Rey Isis. En el registro a continuación, se muestra al rey Tutmosis III con cetro y maza ceremoniales acercándose a un árbol estilizado que es una representación simultánea y alegórica de su madre Isis y la diosa homónima. La figura arbórea cuenta con un pecho y brazo y amamanta al rey niño. Detrás de él adulto aparecen tres de sus esposas: las reinas Meritra, Satiah, Nebtu y su hija Nefertari.
No está claro si Iset fue una concubina o una esposa secundaria de Tutmosis II. También recibió el título de "Esposa del dios", pero solo a título póstumo.